# Royal Aircraft Factory S.E.4a
El Royal Aircraft Factory S.E.4a fue un avión de exploración monomotor experimental británico de la Primera Guerra Mundial. Se construyeron cuatro S.E.4a, siendo usados con propósitos de investigación y como cazas de defensa local por el Real Cuerpo Aéreo. A pesar de su número de modelo, tiene poca o ninguna relación con el anterior S.E.4. 

## Diseño y desarrollo
En 1915, Henry Folland, de la Royal Aircraft Factory, diseñó un nuevo avión de exploración monomotor, el S.E.4a. Aunque tenía una designación similar al anterior Royal Aircraft Factory S.E.4 de Folland de 1914, que había sido diseñado para ser el avión más rápido del mundo, el S.E.4a era fundamentalmente un avión nuevo, pensado para investigar las relaciones entre la estabilidad y la maniobrabilidad, y para su posible uso operacional.
El diseño resultante era un biplano de un solo vano monomotor. La estructura del fuselaje era de construcción mixta, con una sección delantera de tubos de acero y una trasera de viga de caja de madera. El fuselaje del primer prototipo pasaba suavemente a una sección circular usando cuadernas y larguerillos, estando la parte delantera, hasta la cabina, recubierta con metal, y la trasera, con tela. Las alas de un solo vano de madera y tela, a diferencia del S.E.4, tenían un notable decalaje entre la superior y la inferior, pero estaban equipadas con similares superficies de control de envergadura total, que podían moverse diferencialmente como alerones o juntas como flaps de cambio de curvatura, como las usadas en el S.E.4.
El motor del primer prototipo, un motor rotativo Gnome de 60 kW (80 hp), fue montado dentro de una alisada capota, moviendo una hélice bipala equipada con un gran tapabuje romo. Se descubrió que provocaba el sobrecalientamiento del motor y fue reemplazado por una disposición más convencional.
Los restantes prototipos tenían estructuras más simples, con fuselajes de lados planos, y muchas de las características de reducción de resistencia fueron omitidas. Estaban propulsados por una variedad de motores de similar potencia al usado en el primer prototipo, incluyendo rotativos Clerget y Le Rhône.

## Historia operacional
El primer prototipo voló el 25 de junio de 1915, habiendo volado los restantes tres aviones a mitad de agosto. Los S.E.4a probaron ser fáciles de volar, mostrando excelentes capacidades acrobáticas, pero estaban sobrecargados y faltos de potencia, y no se desarrollaron.
Dos de los aviones, armados con una ametralladora Lewis montada sobre el ala superior, fueron enviados a escuadrones de Defensa Local del Real Cuerpo Aéreo en el invierno de 1915-16, basados en el Hounslow Heath Aerodrome y Joyce Green. Uno de ellos se perdió en un accidente fatal el 24 de septiembre de 1915. El tercer prototipo permaneció en uso con propósitos de pruebas hasta septiembre de 1917.

## Operadores
Reino Unido
- Real Cuerpo Aéreo

## Especificaciones
Referencia datos: The British Fighter since 1912

### Características generales
- Tripulación: Uno (piloto)
- Longitud: 6,4 m (20,8 ft)
- Envergadura: 8,4 m (27,4 ft)
- Altura: 2,9 m (9,4 ft)
- Planta motriz: 1× motor rotativo de 7 cilindros refrigerado por aire Le Rhône.
  - Potencia: 60 kW (83 HP; 82 CV)

### Rendimiento
- Velocidad máxima operativa (Vno): 140 km/h (87 MPH; 76 kt) a nivel del mar

### Armamento
- Ametralladoras: 

  - Provisión para 1x Lewis encima del ala superior

## Aeronaves relacionadas

### Desarrollos relacionados
- Royal Aircraft Factory S.E.4

### Secuencias de designación
- Secuencia S.E._ (interna de Royal Aircraft Factory (Santos Experimental/Scout Experimental)): ← S.E.2 - S.E.3 - S.E.4 - S.E.4a - S.E.5 - S.E.5a - S.E.6 →